# Leuchtturm Ellerholzhafen
Der Leuchtturm Ellerholzhafen steht zwischen den Einfahrten zum Kaiser-Wilhelm- und zum Ellerholzhafen auf dem Ellerholzhöft in Hamburg-Steinwerder an der Elbe.
Der achteckige, sich nach oben verjüngende Backsteinturm mit Außenplattform und grünem Kupfer-Laternenhaus ist 19 Meter hoch. 1969 erfolgte der Umbau zu einer Radarbake. Dabei wurde das Laternenhaus durch ein höheres, ebenfalls aus Kupfer, ersetzt und auf seiner Spitze eine Radarantenne montiert.
Von etwa 1910 bis 1990 trug er den Namen Ellerholzhöft.
Der Turm wurde am 20. Juni 1903 eingeweiht und nach einem Antrag vom 17. Mai 2005 im September 2009 unter Denkmalschutz gestellt.